# Kościół Niepokalanego Serca Najświętszej Maryi Panny w Sokołowie Budzyńskim
Kościół Niepokalanego Serca Najświętszej Maryi Panny w Sokołowie Budzyńskim – rzymskokatolicki kościół filialny należący do parafii św. Barbary w Budzyniu (dekanat chodzieski archidiecezji gnieźnieńskiej).
Jest to świątynia wzniesiona około 1846 roku jako ewangelicka. Budowla jest murowana i reprezentuje styl neoromański. Nie posiada wieży, tylko sygnaturkę wieńczącą szczyt. Absyda kościoła jest oflankowana prostokątnymi emporami.
Budowla charakteryzuje się trójdzielnym portalem wejściowym.